# Anolis matudai
Espèce
Synonymes
- Norops matudai (Smith, 1956)

Anolis matudai est une espèce de sauriens de la famille des Dactyloidae.

## Répartition
Cette espèce se rencontre au Chiapas au Mexique et au Guatemala.

## Étymologie
Cette espèce est nommée en l'honneur d'Eizi Matuda.

## Publication originale
- Smith, 1956 : A new anole (Reptilia: Squamata) from Chiapas, México. Herpetologica, vol. 12, p. 1-2.